# 合有
合有（ごうゆう、独：Gesamthandseigentum）とは、共同所有形態の一種。狭義の共有や総有と対置される。
合有は狭義の共有とは異なり、それぞれに持分はあるが一定の目的のために持分の行使や処分が制限される共同所有形態をいう。

## ドイツ法
ドイツでは共同所有にはローマ法上の共有とゲルマン法上の共同所有があるとされ、後者は「合手」と呼ばれるが、もともとはGesamteigentumというゲルマン的共同所有の総称だった（広義の総有）。ドイツではゲルマン的共同所有は区別されていなかったが、19世紀のゲノッセンシャフト理論において「総有」と「合有」が区別されるようになった。
現行のドイツ民法典では共同所有の形態は共有の規定が債務編にあり、合有の規定が個別かつ限定的に4つほど存在する。なお、「総有」の概念はドイツ民法典制定の際に採用されずドイツでは教科書など講学上も姿を消している。

## 日本法
日本の民法典は共有以外の共同所有の規定を設けていなかったが、大正時代になりドイツに留学していた末弘厳太郎らによって共同所有の形態が論議されるようになった。石田文次郎は入会権の考察などを通じて個人の単独所有から法人による所有までの間に異なる共同所有形態があることを明らかにし、主体間の結合の強弱に応じて共有、合有、総有があるとする分類が通説となった。
日本でも合有の例として組合が挙げられることがある（民法668条の「共有」の解釈）。共同相続関係については日本では民法898条の「共有」の解釈で遺産合有説と遺産共有説の対立がある。